# Motor Development International
 (mai 2020).
Si vous disposez d'ouvrages ou d'articles de référence ou si vous connaissez des sites web de qualité traitant du thème abordé ici, merci de compléter l'article en donnant les références utiles à sa vérifiabilité et en les liant à la section « Notes et références ».
Pour les articles homonymes, voir MDI.
Motor Development International (MDI) est un groupement de fait sans personnalité morale. Sa principale activité était la levée de fonds, la vente de réservations prioritaires de véhicules automobiles utilisant l'air comprimé comme mode de propulsion, la vente de licences de fabrication de tels véhicules. Autrice de différents prototypes, la société n'a jamais commercialisé ni livré le moindre véhicule.
Les entités françaises de MDI ont fait l'objet d'une liquidation judiciaire commencée en avril 2023.

## Historique
MDI est fondée en 1991 par Guy Nègre et travaillait officiellement sur un « moteur à air comprimé », puis sur des « véhicules propulsés par de l'air comprimé ».
MDI commercialise des licences d'exploitation d'usines de petites dimensions fabriquant localement des véhicules propulsés à l'air comprimé et des solutions de stockage d’énergie
MDI annonce régulièrement la commercialisation imminente de véhicules depuis la fin des années 1990 (par exemple commercialisation de taxis propres à Mexico,) à chaque fois sans suite. Aucun véhicule n'a jamais été livré, même aux clients qui les ont pré-payés.
En 2003, MoteurNature publie un premier article qui dénonce déjà l'aspect physiquement irréaliste du projet, concluant : "Une Renault Megane [...] avec un réservoir d'un volume de 50 litres rempli d'air comprimé à 300 bar, on puisse faire plus d'un kilomètre."

### Structure juridique
Motor Development International est un groupement de fait sans personnalité morale comprenant plusieurs sociétés : une entreprise. luxembourgeoise non immatriculée au RCS et trois entités françaises situées à Carros, en France, dont l'une, sans personnalité morale, s'appelle aussi Motor Development international.
Deux filiales étaient basées à Carros, dans les Alpes-Maritimes. «CQFD Air solution» travaillait la R&D, «MDI Prod» constituait une unité de production et de fabrication d’outillages dédiés aux solutions de MDI. "CQFD Air solution" a été déclarée en liquidation judiciaire le 6 avril 2023, et "MDI prod" le 13.04.2023.

### Homologation
Le 10 mai 2010, MDI a obtenu à Luxembourg une homologation de l’Airpod 1.0, par dérogation, en raison de l’absence de normes européennes sur l’air comprimé pour la mobilité. A cet effet, MDI a reçu du ministère du développement durable et des infrastructures du Grand–Duché du Luxembourg, de la société nationale de certification et d’homologation luxembourgeoise (SNCH) et de Luxcontrol le premier document officiel de réception d’un AirPod. Ce véhicule d’essais ne sera pas industrialisé, MDI ayant préféré lui apporter plusieurs modifications. Ce véhicule biplace sera présenté dans la catégorie des quadricycles à moteurs L7E,,.

### Les voitures à air comprimé prévues par MDI
MDI avait comme objectif principal de vendre des licences, lever des fonds et obtenir des pré-payements pour des "véhicules urbains à air comprimé" et des solutions de stockage d’énergie.

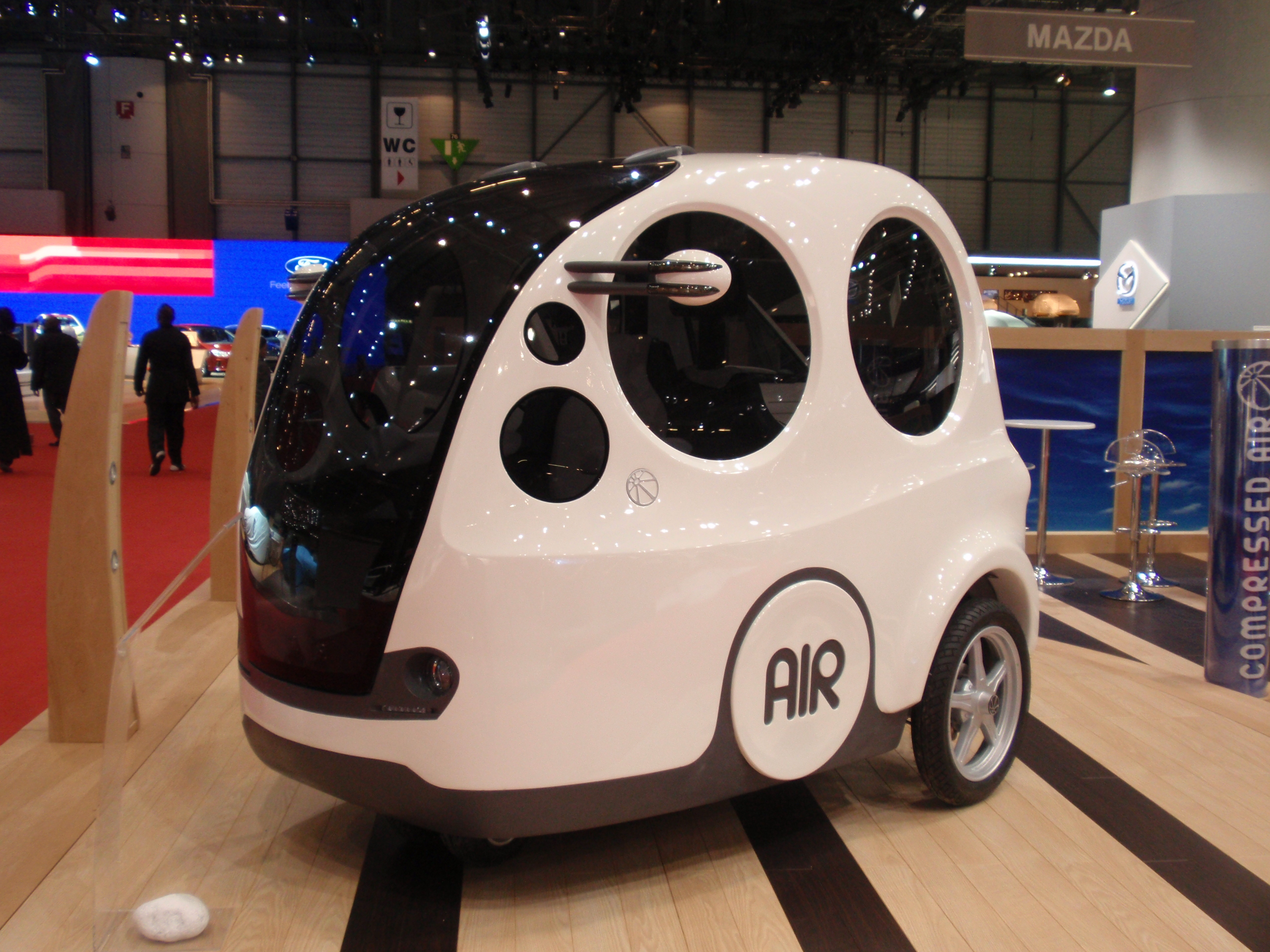
L'AIRpod.

AirFrance-KLM a signé un accord avec MDI pour une utilisation en lieu fermé sur l’aéroport d'Amsterdam-Schiphol. KLM a testé plusieurs véhicules de l’AirPod1.0 à partir de fin 2009 et durant 18 mois. Les informations issues de l’usage de l’AirPod1.0, ont permis à MDI d’effectuer plusieurs modifications et proposer désormais l’AirPod 2.0.
Des modèles de voiture à air comprimé de MDI devaient être présentés au Mondial de l'automobile de Paris 2008 pour une commercialisation prévue au printemps 2009. Mais, aucun exposant de la société MDI n’a présenté aucun modèle de voiture à air comprimé lors de ce Mondial ou même lors des suivants.
C'est pourquoi, en mars 2009, après plus de 10 ans d'affirmations et de promesses, aucune démonstration n'a été faite devant des personnalités indépendantes de la société, notamment en ce qui concerne l'autonomie. Il faut tout de même noter que le constructeur indien Tata Motors a réalisé un audit technique de 31 mois au terme duquel il a décidé d'acquérir les droits sur la technologie MDI pour l'Inde.
Le 7 mai 2012, Tata indique dans un communiqué de presse que le concept technique a été validé. Cependant, le projet a été mis en sommeil, Tata Motors ayant cessé toute communication depuis.

### La technique
Le moteur à air comprimé de l'AirPod2.0 est un moteur original mono-cylindre de 230 cm3, alimenté par 2 réservoirs de 125 litres type III avec liner aluminium et enroulement filamentaire de fibres de carbone tressées. L’air est comprimé sous une pression nominale de 248 bars. Les réservoirs peuvent accepter 20 000 cycles de rechargements théoriques.
Un moto-alternateur branché sur le secteur permet également le remplissage du réservoir et assure de multiples fonctions. La boîte de vitesses spécifique aux véhicules MDI, doit assurer une déperdition énergétique minimale. MDI équipera ses véhicules de motorisation mono-énergie, avec uniquement de l’air comprimé, ou bien avec sa solution biénergie. Avec cette formule hybride, un système de combustion externe permanente réchauffera l'air avant son arrivée au moteur. Ce procédé dilate l’air, multipliant ainsi par trois l’autonomie des véhicules, leur permettant, selon leur type, d'être utilisables pour tous les parcours avec une consommation très basse.
Le châssis et la carrosserie sont composés d'un sandwich de mousse polyuréthane et de deux couches de fibre de verre / résine polyester. L'ensemble, particulièrement léger, est insensible à la corrosion.

## Escroquerie
Dès octobre 2003, une étude est publiée par l'École des mines de Paris, démontrant que l'autonomie revendiquée par MDI est physiquement irréaliste. Avec un réservoir de 300 litres (donc très encombrant) chargé en air comprimé à 300 bars (maximum envisageable), dans les meilleures conditions thermodynamiques de restitution de l'énergie contenue, on ne peut obtenir que l'équivalent de 2 ou 3 litres de carburant classique.
En mars 2009, MDI devait livrer une usine prête à fonctionner à Catecar (Suisse). Rien n'étant livré, le contrat a été renégocié, mais en mars 2011, Catecar n'avait toujours rien reçu de MDI et a saisi la justice. La société Catecar a, depuis, repris la production de véhicules légers et peu polluants en Suisse, mais en abandonnant l'idée de la propulsion par air comprimé.
À cette date, le président de Catecar signale nombre d'autres contractants avec MDI qui ont payé mais n'ont jamais été livrés de la « technologie MDI », dont :
- Coppel (Mexique)
- Shiva Vencat (USA)
- Miguel Celades (Espagne)
- Eolo (Italie)
- Tata Motors (Inde)
- Patrick Dupin (Andorre)

En octobre 2015, il apparaît que de nombreux souscripteurs ayant versé de l'argent pour obtenir l'AirPod n'ont obtenu ni le véhicule ni le remboursement de leur argent, ce qui a fait l'objet d'une info-alerte par le réseau Anti-arnaques, une association partenaire de l’UFC-Que Choisir.
En 2016, MDI fait partie des huit finalistes d'un concours organisé par l’ONU visant à primer un expert en matière d'innovations en énergie et développement durable.
Dès le 30 juin 2016, à l'occasion du décès du fondateur, MoteurNature célèbre "la fin de l'escroquerie de la voiture à air comprimé", répétant les raisons physiques de l'impossibilité de ce projet.
En 2020, les deux filiales françaises de MDI, CQFD air solutions et MDI PROD, déménagent dans la commune proche de Castagniers (06).
Elles font l'objet d'une procédure de liquidation judiciaire depuis avril 2023, à l'issue d'une période de redressement,